# Monnina gracilis
Monnina gracilis är en jungfrulinsväxtart som beskrevs av Chod.. Monnina gracilis ingår i släktet Monnina och familjen jungfrulinsväxter. Inga underarter finns listade i Catalogue of Life.